# Tama (hydrotechnika)

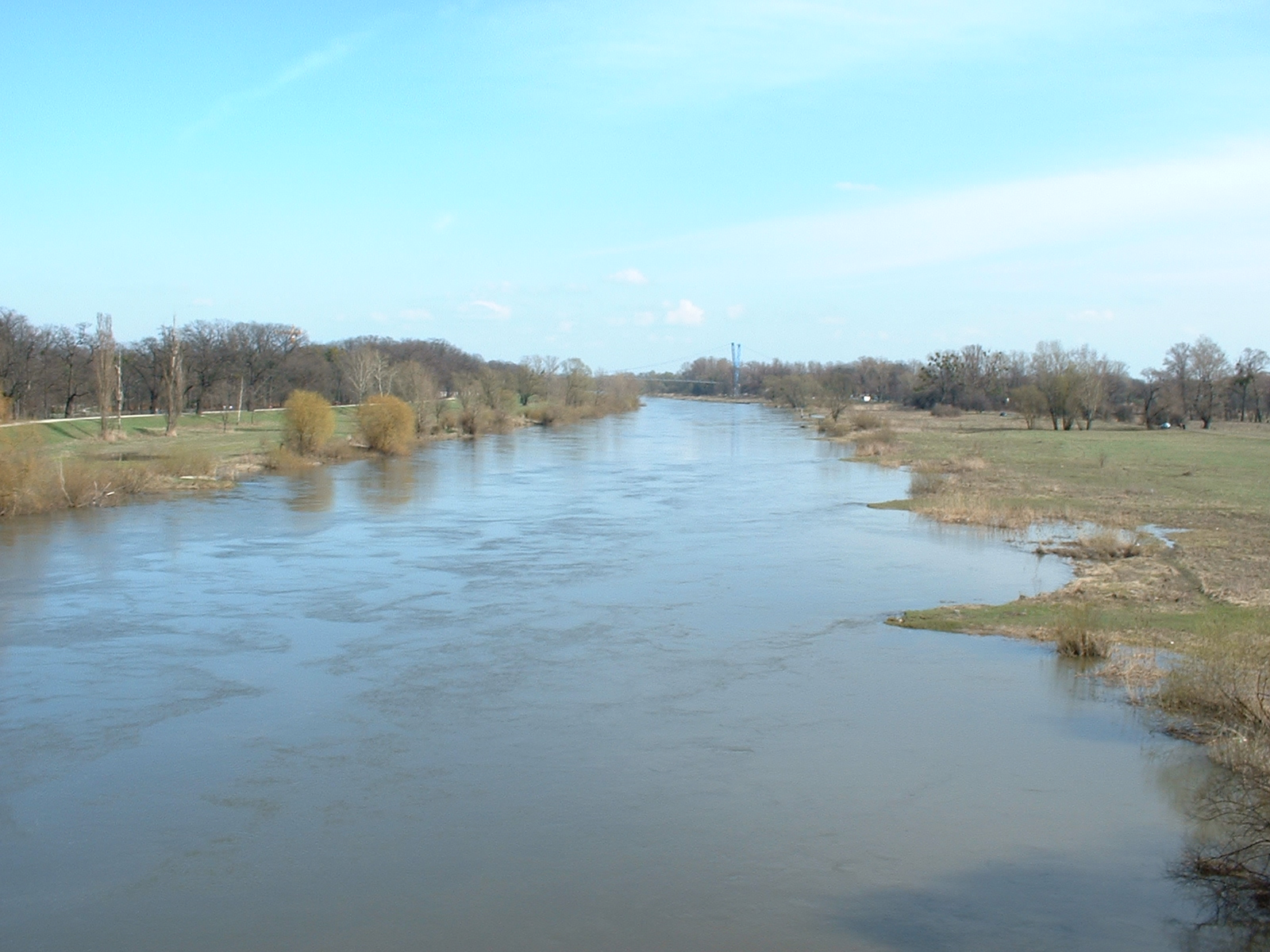
Wrocław, Odra powyżej Kładki Zwierzynieckiej: widoczne częściowo korony ostróg

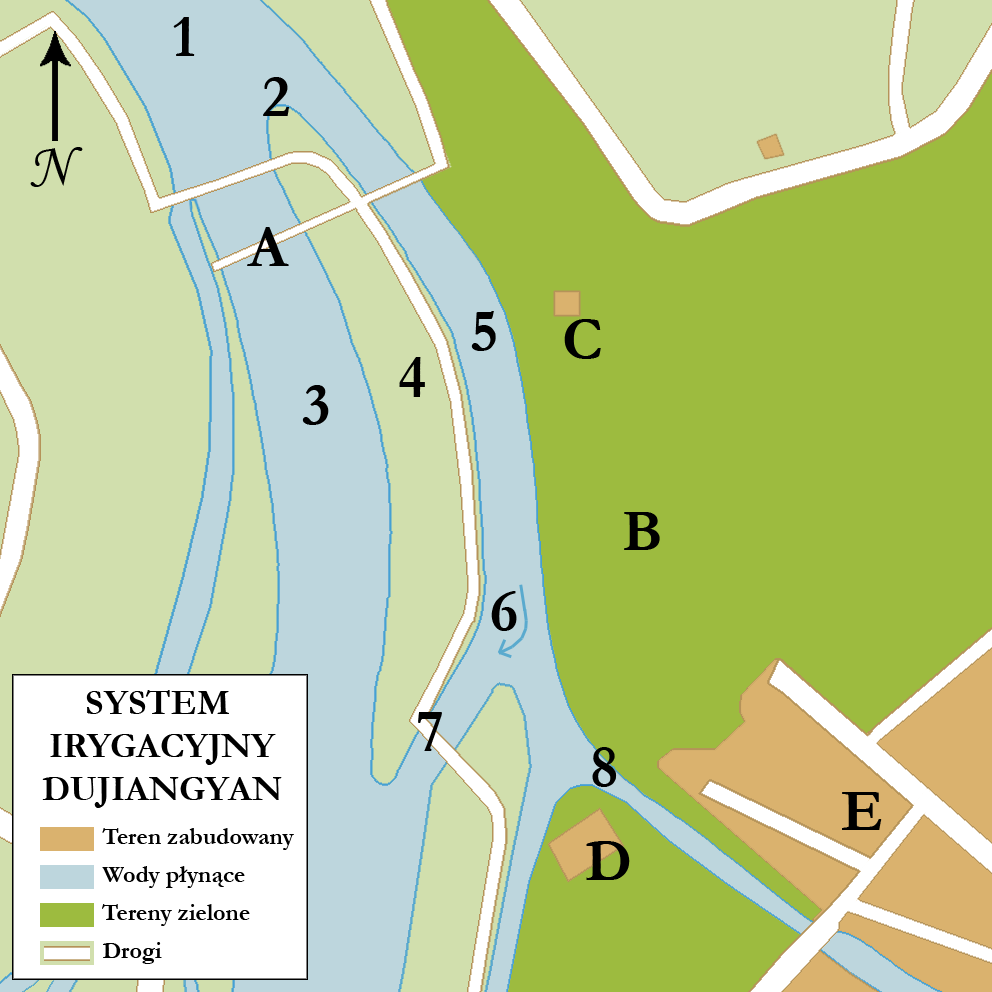
System irygacyjny Dujiangyan sprzed 2300 lat: przykład zastosowania właściwej tamy podłużnej (nr 4) do podziału nurtu rzeki

Tama – rodzaj budowli regulacyjnej stosowanej w hydrotechnice, służącej wytworzeniu i utrwaleniu nowego brzegu na cieku. Ten rodzaj budowli jest więc stosowany przy regulacji rzek, celem wytworzenia nowego brzegu oraz jego utrwalenia, tzn. zabezpieczenia przed niszczącym działaniem przede wszystkim przepływającej w cieku wody powodującej erozję boczną, ale i równocześnie także innych czynników powodujących erozję.

## Podział
Wyróżnia się dwa podstawowe rodzaje tam:
- tama podłużna, której liniowy przebieg jest w przybliżeniu zgodny z nurtem rzeki, tamy te budowane są w linii regulacyjnej projektowanego brzegu; wyróżnia się:
  - właściwą tamę podłużną, kierownicę – gdy tama otoczona jest z obu stron wodą[b],
  - opaskę – gdy tama jedną stroną przylega do brzegu,
- tama poprzeczna – ostroga regulacyjna, której liniowy przebieg jest ustalony pod pewnym kątem w stosunku do nurtu rzeki, w linii regulacyjnej projektowanego brzegu znajduje się głowica ostrogi, stanowiąca zakończenie konstrukcji tamy; ostrogi w zależności od usytuowanie dzielą się na:
  - ostrogi prostopadłe,
  - ostrogi podprądowe,
  - ostrogi zaprądowe.

## Budowa
Tamy buduje się jako:
- budowle nieprzepuszczalne, stałe,
- budowle przepuszczalne, które po pewnym okresie eksploatacji i osiągnięciu wyznaczonego celu, mogą zostać rozebrane lub przebudowane.

Jednym z pożądanych skutków stosowania tego typu budowli jest zawężenie koryta cieku i skoncentrowanie przepływu w tym węższym jego przekroju. Skutkiem takiego działania jest zwiększenie prędkości przepływu, a co za tym idzie również zwiększenie unoszenia rumowiska, przy równoczesnym jego odkładaniu w określonych miejscach, w którym następuje zmniejszenie prędkości przepływu, tj. w przestrzeni wyłączonej, np. przestrzenie między ostrogami, akwen odcięty tamą podłużną z pozostawieniem wlotu dla jego zalądowienia. Poprawa warunków hydraulicznych przepływu, będąca wynikiem budowy tam, powoduje wzrost prędkości przepływu, siły unoszenia rumowiska i często tym samym erozję denną. Fakt ten powinien zostać uwzględniony na etapie projektowania i wykonywania robót, poprzez odpowiednie zabezpieczenie stateczności budowli od strony nurtu rzeki, szczególnie w przypadku tam podłużnych, ale także w przypadku tam poprzecznych przede wszystkim w odniesieniu do ich głowic. Korona tam zazwyczaj wznosi się tylko do poziomu średniej wody rocznej, lub niższego i z tego względu bywa zalewana podczas wezbrań.
W języku potocznym słowo tama stosowane jest również w odniesieniu do zapory wodnej lub jazu. Tamy jednak, w znaczeniu stosowanym w hydrotechnice, w przeciwieństwie do budowli piętrzących, jakimi są jazy czy zapory wodne, nie piętrzą wody lecz są budowlami regulacyjnymi.
Jednym z najstarszych przykładów zastosowania tamy podłużnej jest podział wód rzeki Min przez Li Binga w III w.p.n.e. Tama ta stanowi centrum zaprojektowanego przez niego systemu irygacyjnego Dujiangyan, działającego nieprzerwanie od 2300 lat.